# Love Always Finds a Reason
Love Always Finds a Reason est la version en anglais d'Un roman d'amitié interprétée en duo par Elsa et Glenn Medeiros. Alors que la version bilingue parle d'amitié, la version entièrement anglophone parle d'amour. La chanson apparaît sur l'album Not Me de Medeiros et sur la face B des 45 tours d'Un roman d'amitié sortis en dehors de la France. Elle est sortie au Japon le 25 février 1989 et au Brésil la même année sur le label Mercury Records en tant que single promotionnel,.
Une autre version de la chanson, enregistrée par Glenn Medeiros avec la chanteuse néerlandaise Ria Brieffies, s'est classée dans les hit-parades flamand et néerlandais en 1989.

## Supports commerce
| A. | Un roman d'amitié (Friend You Give Me a Reason) | 4:20 |
| B. | Love Always Finds a Reason                      | 4:20 |

| A/B. | Love Always Finds a Reason | 4:20 |

| 1. | Love Always Finds a Reason (version solo) | 4:20 |
| 2. | Nothing's Gonna Change My Love for You    | 3:49 |

Love Always Finds a Reason figure également au répertoire de Glenn Medeiros sur l'album Not Me (en), sorti en 1988 ainsi que sur sa compilation Me sortie en 2003.

## Version de Glenn Medeiros et Ria
Singles par Ria Brieffies (en)
Again and Again
(1990)
Singles par Glenn Medeiros
Never Get Enough of You
(1988) Under Any Moon (en)
(1989)
Une autre version de Love Always Finds a Reason est enregistrée par Glenn Medeiros en duo avec la chanteuse néerlandaise Ria Brieffies (en), anciennement membre du groupe Dolly Dots. Cette version est sortie au début de l'année 1989 sur le label Mercury Records. 
Elle s'est classée dans les hit-parades flamand et néerlandais,,. C'est la seule chanson de Ria Brieffies en solo à être classée dans les hit-parades néerlandais avec Love Triangle.

### Liste des titres
| A. | Love Always Finds a Reason (Glenn Medeiros & Ria) | 4:20 |
| B. | Pieces of My Dreams (Glenn Medeiros)              | 4:01 |

### Crédits
- Glenn Medeiros – chant
- Ria Brieffies (en) – chant
- Diane Warren – écriture
- Robbie Buchanan – écriture, arrangements, production
- Larry Lee – mixage, production additionnelle
- John Smit – mixage

### Classements hebdomadaires
| Classement (1989)                      | Meilleure position |
| -------------------------------------- | ------------------ |
| Belgique (Flandre Ultratop 50 Singles) | 31                 |
| Pays-Bas (Nederlandse Top 40)          | 14                 |
| Pays-Bas (Nationale Hitparade)         | 12                 |